# Virginia Squires
Die Virginia Squires waren eine Basketballfranchise aus Norfolk, Virginia, das von 1970 bis 1976 in der American Basketball Association (ABA) spielte.

## In Oakland
Die Squires wurden 1967 als eines der Gründungsmitglieder der ABA unter dem Namen Oakland Americans (später Oakland Oaks) ins Leben gerufen. Die Mannschaftsfarben waren grün und golden. Eine frühere Mannschaft gleichen Namens spielte 1962 in der American Basketball League.
Die Oaks gehörten zum Teil dem Popsänger Pat Boone. Sie waren wohl bekannter wegen eines größeren Vertragsstreits mit den San Francisco Warriors aus der NBA über die Rechte an Rick Barry als für die Leistungen auf dem Feld. Barry, ein früherer Rookie of the Year, der die Warriors 1966/67 in die NBA Finals führte, war so wütend darüber, dass man ihm nicht die Boni für die Auszeichnungen bezahlte, dass er die Saison 1967/68 aussetzte. Er schloss sich im folgenden Jahr den Oaks an und führte die Mannschaft zu ihrer einzigen Meisterschaft 1968/69.
Trotzdem erwies sich die Mannschaft als schlechte Investition für Boone und seine Miteigentümer. Obwohl sie die Meisterschaft gewannen, waren die Oaks eine finanzielle Enttäuschung, begründet in der Nähe zu den Warriors. Es kamen nur 2500 Fans durchschnittlich zu den Spielen.

## In Washington
Hauptartikel: Washington Caps
Da die Bank of America einen Kredit aufkündigen wollte, verkaufte Boone die Mannschaft an den Anwalt Earl Foreman aus Washington, D.C., wo sie 1969/70 als Washington Caps spielte. Die Mannschaftsfarben wurden beibehalten, aber das Logo enthielt die Stadtfarben rot, weiß und blau. Sie spielten im Washington Coliseum. Aus unbekannten Gründen verblieben sie in der Western Division, was sie zu den längsten Auswärtsreisen in der Liga zwang. Die Zuschauerzahl war nicht besser als in Oakland, weil die Halle in einer heruntergekommenen Gegend stand. Erstaunlicherweise beendeten sie die Saison mit mehr Siegen als Niederlagen, verloren aber in der ersten Runde gegen die Denver Rockets.

## In Virginia
Die Vereinigungsgespräche mit der NBA waren schon im Gange, aber ein strittiger Punkt war die Existenz der Caps in Washington. Der Eigentümer der Baltimore Bullets, Abe Pollin, wollte seine Mannschaft nach Washington umziehen lassen, aber dann die Caps nicht als zweite Mannschaft in derselben Stadt haben. Die anderen ABA-Eigentümer überredeten Foreman, die Caps zum zweiten Mal umzusiedeln. Foreman beschloss, die Caps zu einem regionalen Franchise zu machen, den Virginia Squires. Die Mannschaft hatte Norfolk, Virginia als Heimatstadt und spielte ebenso Heimspiele in Hampton, Richmond und Roanoke (Virginia). Roanoke wurde nach einer Spielzeit von  der Liste der „Heimatstädte“ gestrichen. Die Farben der Squires waren rot, weiß und blau.
Rick Barry, der ursprünglich bei den Oaks spielte, erschien am 24. August 1970 auf der Titelseite von Sports Illustrated in einem Trikot der Squires; im dazugehörigen Artikel machte er einige negative Bemerkungen über den Staat Virginia. (Er beleidigte die Südstaatler, indem er bemerkte, dass er nicht sehen wolle, wie seine Kinder aufwachsen und „Hi, y'all, Dad“ sagen.) Am 1. September 1970 verkauften die Squires Barry an die New York Nets für einen Draftpick und 200.000 $. Die negativen Äußerungen waren nicht der Hauptgrund; vielmehr war Foreman in finanziellen Schwierigkeiten und verkaufte Barry, um seine Ausgaben decken zu können.
Die Squires spielten die meisten ihrer Heimspiele im Old Dominion University Fieldhouse in ihrer ersten Saison, mit weiteren Spielen in der Richmond Arena, dem Hampton Coliseum und dem Roanoke Civic Center. Trotz der anfänglichen Kontroverse um den früheren Spieler Barry beendeten die Squires ihre erste Saison in Virginia mit dem Sieg in der Eastern Division. Sie besiegten die New York Nets in der ersten Runde der Playoffs, aber wurden dann von den Kentucky Colonels rausgeworfen. 1971 hatten die Squires ihren besten Draftpick überhaupt mit Julius Erving von der University of Massachusetts. Während der Saison 1971/72 erwies sich Erving als Sensation mit seiner Punkteleistung und seinen akrobatischen Aktionen auf dem Platz; die Squires besiegten The Floridians in der ersten Runde der Playoffs, verloren aber in der zweiten Runde gegen die New York Nets.
Die Saison 1972/73 markierte den Anfang des Niedergangs der Virginia Squires. Obwohl man mit der Kombination aus „Dr. J“ Julius Erving und einem jungen George Gervin gesegnet war, spielte das Duo erst spät in der Saison zusammen. Die Squires verloren in der ersten Runde der Playoffs gegen die Nets. Im Sommer 1973 wurde Dr. J für Geld an die New York Nets veräußert.
Während des ABA All-Star Wochenendes 1974 kamen Gerüchte auf, dass Gervin an die San Antonio Spurs verkauft werden solle. Am 30. Januar wurden diese dann zu einem Fakt. Der Commissioner Mike Storen versuchte den Verkauf aufzuhalten mit der Begründung, dass der Verkauf des letzten echten Stars der Mannschaft nicht im Interesse der Liga läge. Trotzdem fand der Verkauf statt.
Dies erzürnte viele Fans und die Zuschauerzahl ging zurück. Die letzten zwei Spielzeiten der Squires in der ABA waren erfolglos. Die Niederlagen wurden mehr und der populäre Trainer Al Bianchi wurde gefeuert. Die reguläre Saison wurde mit einem Ergebnis von 15:69 bzw. 15:68 beendet, dem schlechtesten Wert in der Geschichte der ABA. Die Mannschaft löste sich auch außerhalb des Platzes immer mehr auf. 1974 verklagte Barry Parkhill das Team, nachdem sein Lohnscheck platzte. Die Squires lösten sich im Februar 1976 fast auf, konnten das aber durch den Verkauf von Werbebannern und einem Kredit über 250.000 $ von einer lokalen Bank verhindern. Am Ende verlängerte dies das Leben der Mannschaft nur um vier Monate. Nachdem man eine Zahlung von 75.000 $ an die Liga nicht aufbringen konnte, wurden die Squires am 10. Mai 1976 aufgelöst. Das letzte Vermächtnis der Mannschaft war das eines frühen Erfolges, Potentials und finanziellen Missmanagements, einer Art Mikrokosmos der ABA selbst.